# Cécile Avezou
Cécile Avezou (* 18. prosince 1971 Igny) je bývalá francouzská reprezentantka ve sportovním lezení, vicemistryně světa a mistryně Evropy v lezení na rychlost, vicemistryně Francie v boulderingu.
Mezinárodních závodů se účastnila v letech 1993-1998 (2000) v lezení na obtížnost a rychlost, než se jí narodily tři děti, poté opět v letech 2008-2013 v boulderingu. Závodí také oba její synové Leo Avezou (* 1999) a Sam Avezou (* 2001).

## Výkony a ocenění
- 1995: vicemistryně světa v lezení na rychlost
- 1996-1997: účast na prestižních mezinárodních závodech Rock Master v italském Arcu
- 1998: obhájila titul mistryně Evropy v lezení na rychlost
- 2009, 2012: vicemistryně Francie v boulderingu

### Závodní výsledky
| Arco Rock Master | Arco Rock Master | Arco Rock Master |
| Rok              | 1996             | 1997             |
| ---------------- | ---------------- | ---------------- |
| Obtížnost        | 7                | 4                |

| Mistrovství světa | Mistrovství světa |
| Rok               | 1995              |
| ----------------- | ----------------- |
| Rychlost          | 2                 |

| Světový pohár | Světový pohár | Světový pohár | Světový pohár | Světový pohár | Světový pohár | Světový pohár | Světový pohár | Světový pohár      | Světový pohár     | Světový pohár         | Světový pohár           | Světový pohár       | Světový pohár  |
| Rok           | 1993          | 1994          | 1995          | 1996          | 1997          | 1998          | 2000          | 2008               | 2009              | 2010                  | 2011                    | 2012                | 2013           |
| ------------- | ------------- | ------------- | ------------- | ------------- | ------------- | ------------- | ------------- | ------------------ | ----------------- | --------------------- | ----------------------- | ------------------- | -------------- |
| Obtížnost     | 34            | 29-30         | 11            | 8             | 7             | 4             | —             | 42-44              | 25                | —                     | 41-42                   | 63-65               | —              |
| jednotlivě*   | ,11,29,       | ,29,16,23,    | ,10,21, 9,25, | ,10,9,5,      | ,4,8, 12,4,7, | ,6,8,7,       | —             | ,19,               | ,25,18, 22,27,27, | —                     | ,14,25,                 | ,23,35,             | —              |
|               |               |               |               |               |               |               |               |                    |                   |                       |                         |                     |                |
| Bouldering    | —             | —             | —             | —             | —             | —             | 9             | 9                  | 19-20             | 9                     | 14                      | 15                  | 33             |
| jednotlivě*   | —             | —             | —             | —             | —             | —             | ,             | ,20,7,15, 14,11,9, | ,5,14,25,         | ,17,8,23, 11,13,11,4, | ,20,14,11,18, 12,23,14, | ,18,22,13, 25,23,5, | ,27,29, 23,14, |
|               |               |               |               |               |               |               |               |                    |                   |                       |                         |                     |                |
| Kombinace     | —             | —             | —             | —             | —             | —             | —             | 15                 | 15                | —                     | 16                      | 12                  | —              |

* pozn.: nalevo jsou poslední závody v roce
| Mistrovství Evropy | Mistrovství Evropy | Mistrovství Evropy |
| Rok                | 1996               | 1998               |
| ------------------ | ------------------ | ------------------ |
| Rychlost           | 1                  | 1                  |

| Mistrovství Francie | Mistrovství Francie | Mistrovství Francie |
| Rok                 | 2009                | 2012                |
| ------------------- | ------------------- | ------------------- |
| Bouldering          | 2                   | 2                   |

## Galerie

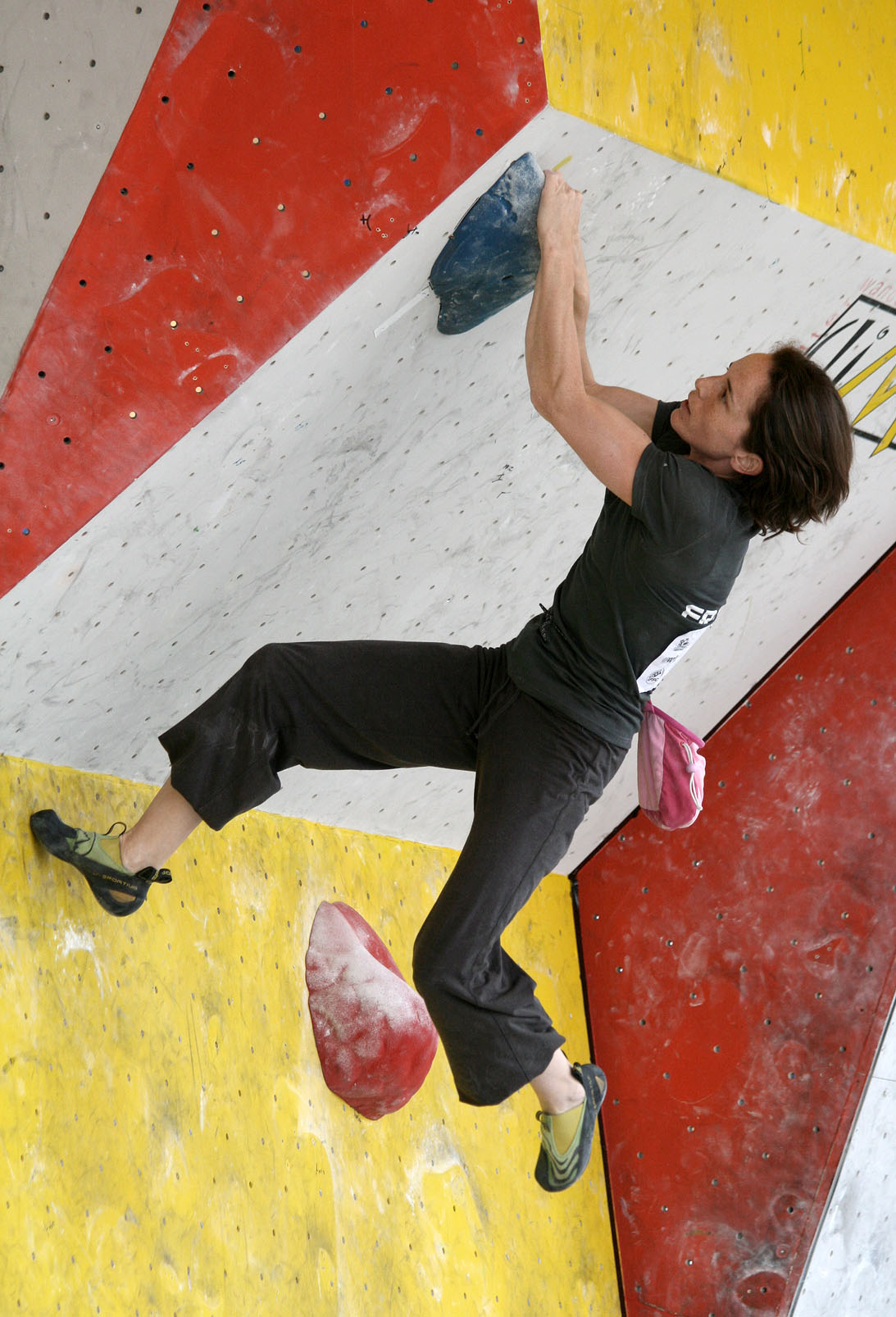
Cécile Avezou v semifinále SP 2010 v  boulderingu ve Vídni
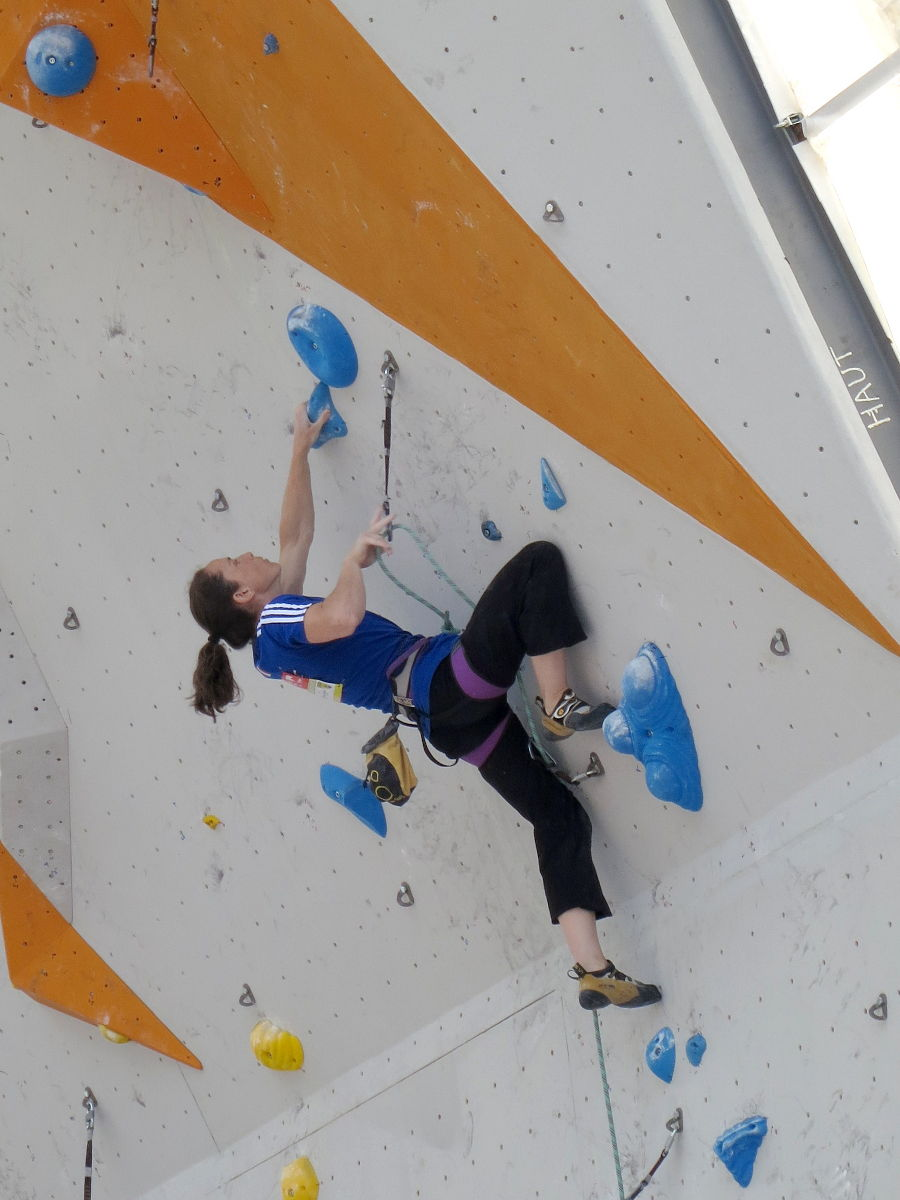
Cécile Avezou v semifinále ME 2013 v lezení na obtížnost v Chamonix